# Билл Манди
Билл Ма́нди (англ. Bill Mundy, настоящее имя Анто́нио Салас, англ. Antonio Salas; 25 сентября 1942, Сан-Франциско — 29 марта 2014) — американский барабанщик, известный своим участием в качестве сессионного музыканта у разных групп и исполнителей, а также как полноценный музыкант в коллективах The Mothers of Invention и Rhinoseros. Он иногда использовал псевдоним То́ни Шна́ссе (англ. Tony Schnasse).

## Биография
Бывший участник байкеровской группировки Ангелы Ада, начал свою музыкальную карьеру в конце 1950-х годов, в Лос-Анджелесе, когда стал специализироваться в области музыки. После окончания учёбы Манди в течение трех месяцев работал перкуссионистом в Лос-Анджелесском филармоническом оркестре перед тем как начать играть в разных коллективах. В начале 60-х годов он играл в группе Скипа Баттина Skip and The Flips. В 1966 году участвовал в качестве сессионного музыканта в дебютном альбоме фолк-певца Тима Бакли и какое-то время был участником группы Lamp of Childhood..
Тогда же он присоединяется к группе The Mothers of Invention сразу после выхода их дебютного альбома Freak Out! в качестве второго барабанщика и играет с ними на последующих альбомах. Он также снялся в фильме Фрэнка Заппы Uncle Meat. В конце 1967 года продюсер Джек Хольцман переманил Билла Манди, чтобы создать группу The Rhinoceros. По данным Фрэнка Заппы, Хольцман «предложил Билли Манди огромную сумму денег, место для жизни и весь пакет: — мы сделаем вас звездой, вы будете работать с этими профессиональными музыкантами вместо тех, комедийных ребят.. . Но я не виню Билли за это, потому что в то время мы были бедны. Он жил в гостинице Albert, и не мог получать достаточно денег, чтобы поесть. Он приходил и рассказывал нам, как он подавлял свой аппетит, употребляя горячую воду в душе …».
В 1970 году Манди вновь присоединяется к Фрэнку Заппе и The Mothers of Invention специально для реюньон тура, и вскоре переехал в Вудсток, штат Нью-Йорк, где он сотрудничал с Джеффом и Марией Малдер и работал сессионным музыкантом. В последние годы проживал в Калифорнии вместе со своей женой Патти (31 год).

## Дискография
- Tim Buckley (Tim Buckley, 1966)[8]
- Fred Neil (Fred Neil, 1966)
- The Stone Poneys (The Stone Poneys, 1967)
- Evergreen, Volume 2 (The Stone Poneys, 1967)
- Absolutely Free (The Mothers of Invention, 1967)
- We're Only in It for the Money (The Mothers of Invention, 1968)
- Rhinoceros (Rhinoceros, 1968)
- Earth Opera (Earth Opera, 1968)
- The Great American Eagle Tragedy (Earth Opera, 1969)
- Satin Chickens (Rhinoceros, 1969)
- Uncle Meat (The Mothers of Invention, 1969) (участвовал в сессиях перед тем, как покинуть группу)
- New Morning (Bob Dylan, 1970)[9]
- Stormbringer! (John a Beverley Martyn, 1970)
- Beautiful Lies You Could Live In (Tom Rapp/Pearls Before Swine, 1971
- Something/Anything? (Todd Rundgren, 1972)
- Familiar Songs (Tom Rapp, 1972) (není uveden)[10]
- For the First Time (Razmataz, 1972)[11]
- Rural Space (Brewer & Shipley, 1972)
- Tom Fogerty (Tom Fogerty, 1972)
- Moondog Matinee (The Band, 1973)[12]